# Zoek de stilte die bezielt
Zoek de stilte die bezielt is een standbeeld in het centrum van de Nederlandse plaats Venlo.

## Beschrijving
Het betreft een bronzen beeldje van een voorovergebogen dominicaner monnik met een kruisstaf in zijn rechterhand, die met zijn linkerhand het zwijggebaar maakt. Op de sokkel een plaquette met een wolvenkop en de tekst zoek de stilte die bezielt. Het beeld staat voor de Dominicanenkapel.

## Verwijzing van en naar beeldje
Het beeldje zelf verwijst naar de historie ter plekke, alwaar een dominicanenklooster heeft gelegen, waarvan de restanten tegenwoordig dienst doen als Toon Hermans Huis. Mede doordat er in dit gedeelte van de Venlose binnenstad meerdere kloosters lagen - te weten Mariaweide, Trans-Cedron, en het Kruisherenklooster (waaraan de oude Nicolaaskerk verbonden was - kreeg dit kwadrant de naam Kloosterkwartier.
Het beeldje staat tevens model voor een in Venlo gebrouwen bier. De brouwer heeft dit beeldje als beeldmerk gebruikt voor het merk Venloos Paeterke.

## Citaat
De regel komt uit een gedicht van Carel Steven Adama van Scheltema:
Min de stilte in uw wezen
Zoek de stilte die bezielt
Zij die alle stilte vreezen
Hebben nooit hun hart gelezen
Hebben nooit geknield